# Antrocephalus dipterophagus
Antrocephalus dipterophagus är en stekelart som först beskrevs av Girault 1922.  Antrocephalus dipterophagus ingår i släktet Antrocephalus och familjen bredlårsteklar. Inga underarter finns listade i Catalogue of Life.